# Charly Malié
Charly Malié (Béziers, 5 de noviembre de 1991) es un jugador francés de rugby de ascendencia española que se desempeña como apertura o zaguero. Actualmente, milita en el club AS Béziers Hérault de Rugby Pro D2. Además de competir con su club en Francia, es internacional absoluto con la Selección Española, donde acumula un total de 11 caps.